# Skæve Thorvald
Skæve Thorvald er titlen på en traditionel dansk hopsa komponeret i slutningen af 1800-tallet af Søren Telling. Den holdes stadig i live af forskellige kunstnere og spillemandslaug. Orkesteret Bror Kalles Kapel indspillede nummeret på grammofonplade, og nummeret blev et af orkestrets kendingsmelodier i radioprogrammet "Gammeldaws Dansemusik".